# Las dos doncellas
Las dos doncellas es una de las Novelas ejemplares de Miguel de Cervantes Saavedra.

## Argumento

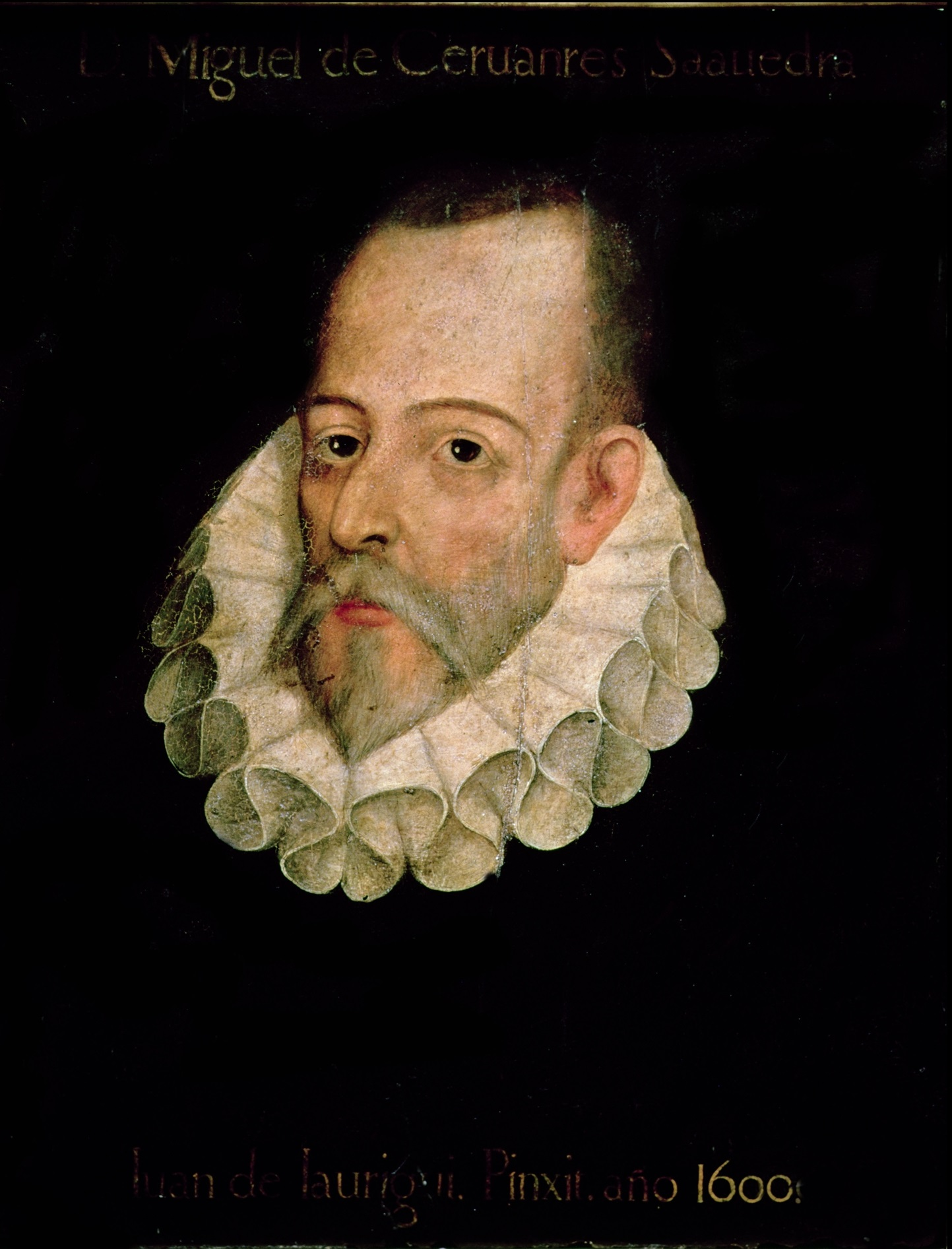
Miguel de Cervantes

En un pueblo cerca de Sevilla no muy grande, un hombre misterioso acude a una posada y pide un cuarto para él solo, para el cual paga generosamente a la posadera. Sin embargo, se ve obligado a ceder su cama a otro visitante, el cual se ve interesado en compartir el cuarto con esa persona al saber que era un hombre hermoso, al punto de sobornar al alguacil del pueblo para que obligue al primer huésped a compartir su habitación.
Durante la noche el primer huésped, creyendo que su compañero de cuarto esta dormido, comienza a lamentar en voz alta las desventuras amorosas que ha pasado revelando que es una mujer. El segundo huésped pronto decide ayudarle pero no sin antes escuchar las razones de sus lamentos.
La mujer revela entonces su nombre como Teodosia, quien fue abandonada por su marido Marco Antonio justo dos días de haberse casado con él, entonces usando la ropa de su hermano y cortándose el cabello decide ir a Salamanca a buscarlo, a sabiendas de que sus padres, e incluso su propio hermano puede encontrarlo, pero sabe que su marido caerá en razón especialmente por un anillo de diamantes que le dio como prenda de matrimonio.
Un silencio incómodo se genera, y Teodosia piensa que el hombre intentará aprovecharse de ella (o simplemente se quedó dormido), así que decide empuñar su daga y abrir las ventanas del lugar para revelar la identidad de su acompañante, quien no es más que su hermano Rafael. 
Rafael, comprendiendo la situación de su hermana, decide ayudarle con su búsqueda y le sugiere que tome el nombre de Don Teodoro y pronto recibe la ayuda de su paje para continuar la búsqueda de Marco Antonio, de quien revela Rafael, no lo ha visto desde ese entonces. Pronto tienen noticias de un grupo de personas que fueron atrapadas por unos ladrones y deciden investigar si Marco Antonio está ahí, pero no lo encuentran, sino a un hombre con un rostro hermoso. Usando la capa del paje, lo llevan a la posada para ayudarle.
Pronto se enteran de que el hombre se hace llamar Don Leonardo, pero pronto Teodosia se da cuenta de que es otra doncella, Leocadia, la cual fue otro amor de Marco Antonio que también fue abandonada y, al igual que Teodosia, está dispuesto a encontrarlo.
El trío prosigue su búsqueda y encuentran a Marco Antonio en Barcelona teniendo una disputa con otras personas, para lo cual Don Teodoro y Don Leonardo acuden a defenderlo y dispersan la disputa. Confundido Marco Antonio es pronto confrontado por los dos hombres, quienes revelan su verdadera identidad. Marco Antonio termina aceptando que decidió ir a enrolarse al ejército para poder tener las riquezas necesarias para hacer a Teodosia feliz y que no ha dejado de amarla.
Esta reunión desilusiona a Leocadia que quiere alejarse de ellos y suicidarse, pero Rafael, enamorado de Leocadia, decide declararle su amor. Leocadia decide corresponderle y acepta casarse con él.

## Escenario
Esta novela se desarrolla en España. Habla de las ciudades de Sevilla y Barcelona, entre otras. La acción de la obra comienza en una venta o mesón situado por Cervantes en la localidad sevillana de Castilblanco de los Arroyos. De camino a Barcelona —ciudad donde culmina la trama— los protagonistas hacen una parada en Igualada, en cuyas inmediaciones tiene lugar una escena de bandolerismo cuya temática recupera a su vez Cervantes para El Quijote en la figura de Roque Guinart.

## Personajes

### Personajes principales
Teodosia: Esposa de Marco Antonio. Es abandonada por su esposo, pero cuenta con un anillo de diamantes con sus nombres grabado como prueba de su matrimonio. Decide robar la ropa de su hermano e ir disfrazado como Don Teodoro para buscar a su pareja en Salamanca.
Leocadia: Enamorada de Marco Antonio. Éste la abandona por Teodosia. Ella era una bella mujer que también decide buscar a Marco Antonio cuando le abandona por Teodosia. Es atrapada cerca de Barcelona por unos ladrones y su belleza impresiona a Rafael, pese a vestir como un hombre. Pese a mostrar cierto odio por Teodosia, decide seguirlos para poder aclarar las cosas con Marco Antonio. Al ver que este ya no la ama, intenta abandonar al grupo para suicidarse, pero se da cuenta de que en el fondo ama a Rafael, el hermano de Teodosia y acepta casarse con él.
Marco Antonio: Hombre que desdicha a las dos mujeres. Abandona a Teodosia al saberse pobre y decide intentar enrolarse al ejército en busca de fortuna. Es encontrado en Barcelona por las dos doncellas quienes lo salvan en una disputa. Finalmente demuestra que ama a Teodosia.

### Personajes secundarios
Rafael: Hermano de Teodosia y enamorado de Leocadia. Rafael siente interés por el misterioso caballero que encuentra en una posada y que lamenta su amor perdido mientras finge estar dormido, y más tarde se impresiona con la belleza del otro caballero que fue atrapado por unos ladrones a las afueras de la localidad barcelonesa de Igualada. 
Calvete, mozo de mulas: Sirve a Rafael. Le acompañaría al fin del mundo, tal como dice en un momento de la historia.